# Conringia orientalis
Conringia orientalis es una planta de la familia de las brasicáceas.

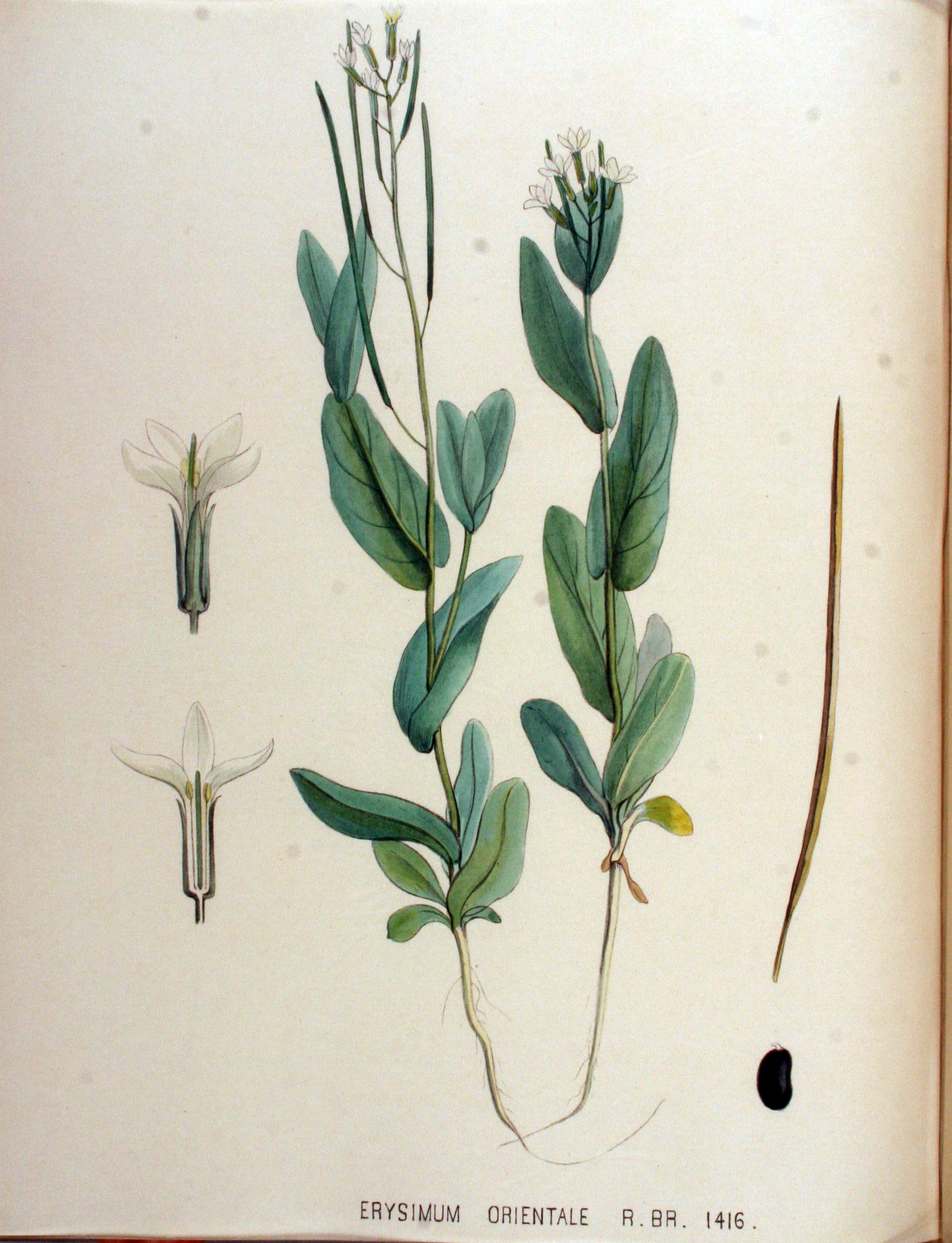
Ilustración

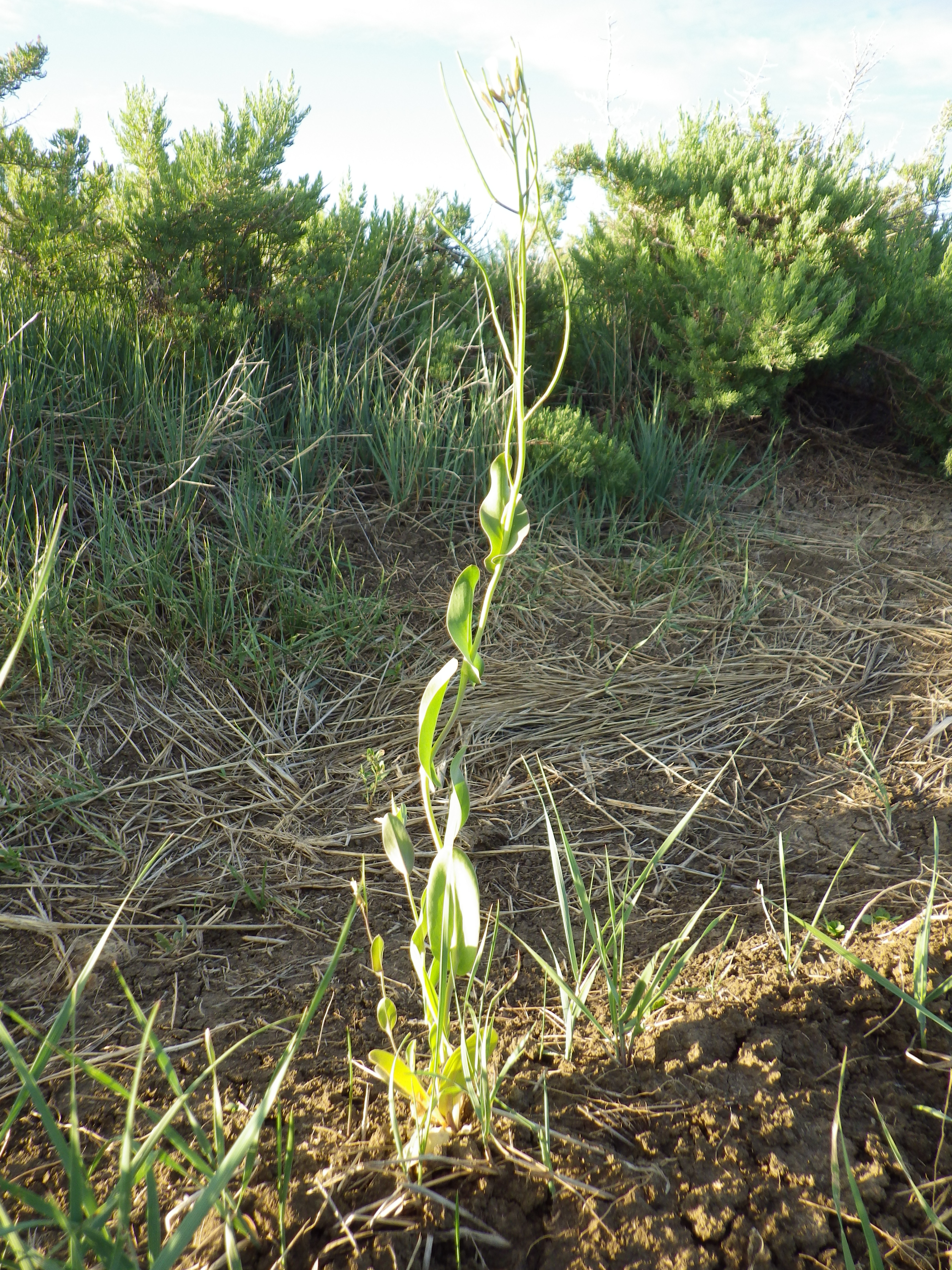
Vista de la planta

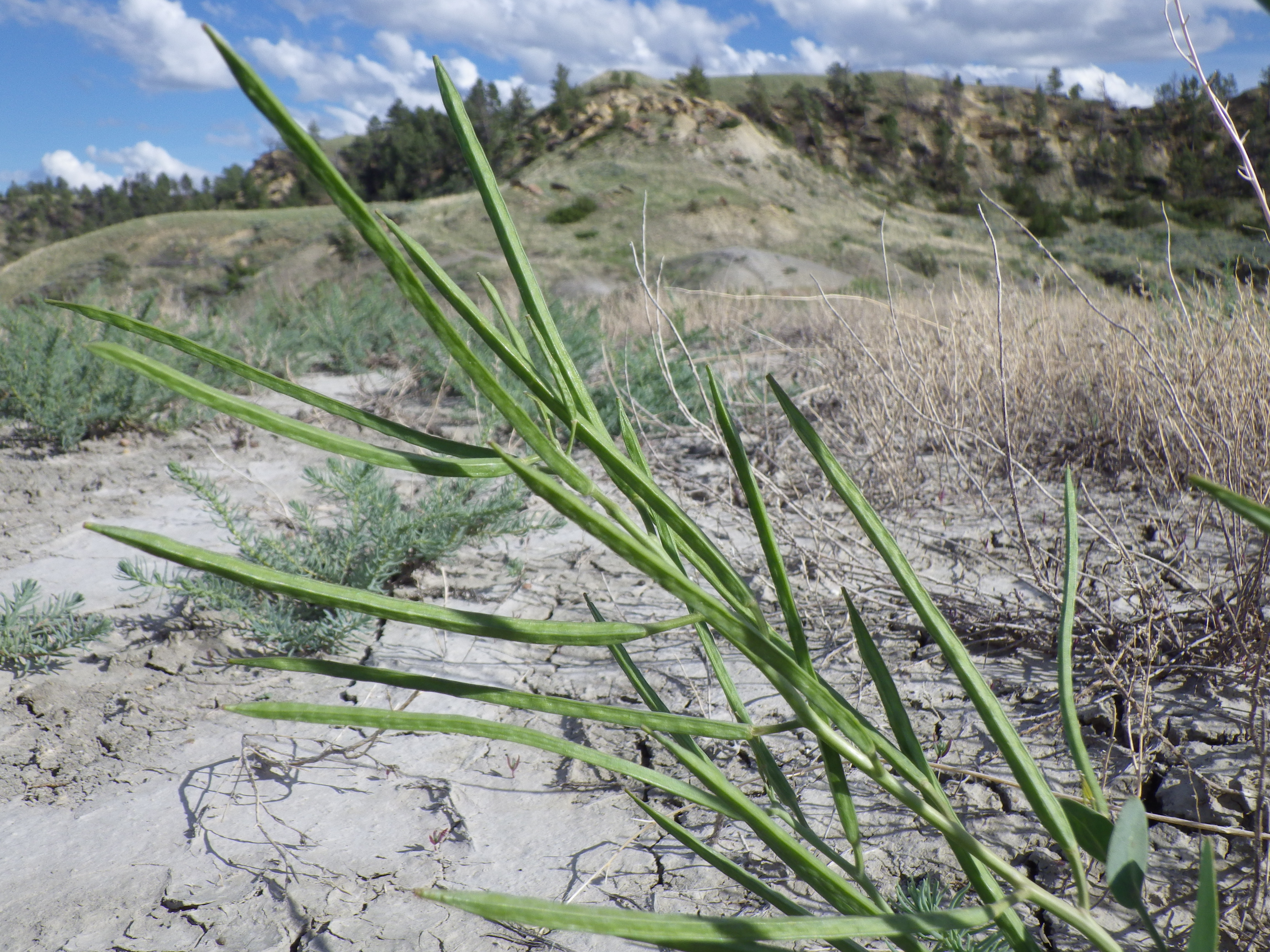
En su hábitat

## Descripción
El collejón (Conringia orientalis), o berza oriental, es una especie anual glabra de hasta 50 cm, de hojas inferiores enteras, ovadas y pecioladas, las superiores sentadas y abrazadoras. Flores amarillentas o blanco-verdosas en una inflorescencia alargada no ramosa; pétalos de 8-13 mm, más largos que los sépalos. Vaina de 5-10 cm, cuadrangular. Florece en primavera.

## Hábitat
Planta ruderal, habita también en campos de labranza.

## Distribución
Originaria del centro y del este de Europa; naturalizada o casual en otras partes.

## Taxonomía
Conringia orientalis fue descrita por  (L.) C.Presl y publicado en Flora Sicula (Presl) 1: 79. 1826.
Sinonimia
- Arabis orientalis (L.) Prantl
- Brassica agrestis Steud.
- Brassica orientalis L.
- Brassica perfoliata (Crantz) Lam.
- Brassica turrita Weigel
- Cakile perfoliata L'Hér. ex DC.
- Cheiranthus orientalis (L.) Cav.
- Cheiranthus syriacus DC.
- Conringia perfoliata (Crantz) Link
- Crucifera conringia E.H.L.Krause
- Erysimum brassica Crantz
- Erysimum campestre Scop.
- Erysimum glaucum Moench
- Erysimum orientale (L.) Crantz
- Erysimum perfoliatum Crantz
- Gorinkia orientalis (L.) J.Presl & C.Presl
- Hesperis pulmonarioides Boiss.
- Hesperis syriaca (DC.) F.Dvořák
- Sisymbrium tetragonum Trautv.